# Jongenssopraan
Een jongenssopraan is een jongeman die met een onveranderde stem in de sopraanhoogte zingt. Alhoewel een koorknaap ook als jongenssopraan beschouwd kan worden, wordt de term "jongenssopraan" over het algemeen alleen gebruikt voor een jongen die zingt, optreedt en als solist opnames maakt, en die niet altijd in een jongenskoor zingt.

## Origine
In de liturgische anglicaanse en Engelse katholieke tradities worden de jonge koorknapen eerder aangeduid als treble dan als mannelijke sopraan. De term "treble" is ontleend aan het Latijnse woord triplum, gebruikt in de 13e-eeuwse motetten om zo het derde en hoogste bereik aan te geven. Jongenssopranen hebben een gemiddeld bereik van C4-A5.
Het gebruik van jongenssopranen (en kopstemmen) in de christelijke liturgische muziek kan worden teruggebracht naar tijden van voor Christus. Jongens werden opgeroepen om tijdens Joodse religieuze diensten monotone gezangen ten gehore te brengen. Paulus schreef dat "vrouwen stil moeten zijn in de kerk" (mulieres in ecclesiis taceant), in lijn met deze patriarchale traditie; de ontwikkeling van de stempolyfonie vanaf de Middeleeuwen, tijdens de Renaissance en de Barok vond dus grotendeels, maar niet uitsluitend, plaats binnen de context van het jongenskoor, waarin alle partijen gezongen werden door mannen en jongens.
De term "boy soprano" (jongenssopraan) is in het leven geroepen door Dr. Henry Stephen Cutler (1825-1902), koordirigent van het Cecilian Choir, New York, die de term gebruikte voor zowel de koorleden als solisten, die koorknapen waren, als er openbare concerten werden gegeven. Op een koorfestival in de Irving Hall, New York, in mei 1866, werd de term voor het eerst gebruikt.
Het is nog niet zo lang dat meisjes deze traditie binnen de liturgische koren 'verbreken'. Dit leidde tot het gebruik van treble voor de hogere kinderstemmen van beide geslachten, en ook tot de term "meisjessopraan" ("girl treble").

## Het stembereik

Het algemene stembereik van een volwassen vrouwelijke sopraan is C4-C6 (weergegeven). Jongenssopranen hebben een algemeen bereik van C4-A5.

De meeste sopranen hebben ongeveer een stembereik vanaf de A onder de "centrale C" (A3) tot de F, anderhalve octaaf boven de "centrale C" (F5). Dit bereik mag wellicht ongewoon lijken, maar het repertoire van de Anglicaanse Kerk, dat door vele getrainde jongenssopranen wordt gezongen, vereist regelmatig G5 en zelfs de "hoge A" (A5). Sommige jongenssopranen kunnen hoger zingen in het modale register met een bereik tot de "hoge C" (C6). De hoge C wordt beschouwd als de hoogste noot van de sopraanstem. Voorbeelden van nóg hogere noten zijn: de solopartij voor de jongenssopraan aan het begin van Stanfords Magnificat in G en David Willcocks' bovenstem bij de melodie van Mendelssohns hymne Hark! The Herald Angels Sing. Veel jongenssopranen zijn ook in staat hogere noten te zingen door gebruik te maken van de fluitregistertechniek, maar dat komt in de praktijk maar zelden voor.
Als een jongen de puberteit bereikt, of er al in zit, gaat de kwaliteit van zijn stem zich meer en meer onderscheiden van die van de meisjes. Voordat de stem zakt, ontstaat er een unieke rijke toon. Deze korte periode van het hoge vocale bereik en de aparte kleur geeft veel terrein voor het gebruik van de sopraanstem van de jongeman in zowel de liturgische muziek als de niet-kerkelijke muziek in de westerse wereld en daarbuiten. Soms kunnen jongens, van wie de stem veranderd is, nog een tijdje de sopraanpartij blijven zingen.
Terwijl de stem van een meisje geleidelijk aan verandert in de rijkheid van die van een volwassen vrouw, wordt de stem van een jongen zwaarder doordat het strottenhoofd zakt; beter bekend als "het breken van de stem". Deze verandering resulteert in een nieuwe reeks stemmen (zie bas, bariton, tenor, contra-alt en castraat).
Vroeger waren de jongens die sopraan zongen gemiddeld iets ouder dan tegenwoordig. Zo was Johann Sebastian Bach bijvoorbeeld een uitstekende sopraan tot de leeftijd van 16½ en was Ernest Lough 16 toen hij zijn beroemde "Hear My Prayer" (van Mendelssohn) opnam, maar het is tamelijk ongewoon dat een man wiens de stem niet 'gebroken' is sopraan zingt. Vandaag de dag schijnt de puberteit al op jongere leeftijd te beginnen, waarschijnlijk komt dat door het veranderde eetpatroon (dieet; inclusief de grotere hoeveelheid aan proteïnen en vitamines). Ook is het alom bekend dat de zangstijl en stemoefening in kathedralen enorm is veranderd in de afgelopen eeuw. Dat maakt het voor jongens een stuk lastiger om de sopraanpartij te blijven zingen als ze ouder zijn dan 13 of 14 jaar.
Het feit dat jongens niet langer meer getraind worden om met de kopstem te zingen is een veelbetekenende factor in het ter ziele gaan van de oudere jongenssopranen. In het verleden was het gebruikelijk dat jongens voorbij hun puberteit de sopraanpartij zongen en was het ook gebruikelijk (en geheel terecht) om de stem van de koorknaap te beschermen als deze zou 'breken' door middel van methodes die nu niet meer bestaan.

## Beroemde jongenssopranen
- Peter Auty (*1969) zong "Walking in the Air" in de animatiefilm The Snowman (1982) en is nu een tenor.
- David Hemmings (*1941—†2003) begon zijn carrière als jongenssopraan bij Benjamin Britten en speelde als eerste de rol van Miles in diens opera "The Turn of the Screw" (1954).
- Andrew Johnston (*1994) werd bekend na zijn deelname in de tweede jaargang van Britain's Got Talent (2008) waar hij derde werd.
- Aled Jones (*1970) was een wereldberoemde jongenssopraan uit Wales en is nu weer bekend als bariton.
- Ernest Lough (*1911—†2000) heeft miljoenen exemplaren verkocht met zijn vertolking van "O for the Wings of a Dove" (van Felix Mendelssohn; orig. tekst "O könnt ich fliegen") in 1927, opgenomen toen hij 16 jaar was.
- Jean-Baptiste Maunier (*1990) speelde en zong in de film Les Choristes.
- Bejun Mehta (*1968) bracht in 1983 een solo-CD uit. Later werd hij bekend als contratenor.
- Joseph McManners (*1992) is bekend om zijn vertolking van "Bright Eyes", "Circle of Life" en "In Dreams" (staan alle drie op zijn debuutalbum In Dreams uit 2005).
- Paul Miles-Kingston (*1972) zong in Andrew Lloyd Webbers Requiem met Sarah Brightman
- Paul Phoenix (*1970) zong de herkenningstune van de 7-delige BBC-serie “Tinker, Tailor, Soldier, Spy” (1979; naar een boek uit 1974 van John le Carré) als een koorknaap van St Paul's Cathedral, en is nu een van de King's Singers.
- Anthony Way (1982) speelde en zong in de populaire mini-serie The Choir, die gebaseerd was op de gelijknamige roman van Joanna Trollope.
- Keith Richards (*1943) van de Rolling Stones zong als jongenssopraan voor koningin Elizabeth II in Westminster Abbey.
- James Westman (1972) was de eerste jongen die de 4e symfonie van Gustav Mahler zong en opnam (1983). Hij was lid van het Amerikaanse jongenskoor (te Princeton, New Jersey) American Boychoir, Wiener Sängerknaben en het Parijse jongenskoor "Les Petits Chanteurs". Hij heeft een solo-album uitgebracht genaamd Jamie Westman-Treble (Jamie Westman-Jongenssopraan).
- Michael Jackson (*1958—†2009) bracht in 1971 op 13-jarige leeftijd zijn eerste solo-single Got to Be There uit. Toen hij volwassen was, veranderde zijn stem van jongenssopraan naar hoge tenor; deze zou hij tot aan zijn dood behouden.

## Populaire solo's voor jongenssopraan
- "Hear My Prayer" van Felix Mendelssohn (waarin de beroemde passage "O for the Wings of a Dove")
- "Miserere mei, Deus" van Gregorio Allegri
- "Once in Royal David's City" (een kerstlied van Cecile Frances Alexander (*1818—†1895)), waarbij de eerste strofe vaak solo gezongen wordt door een jongenssopraan
- "Pie Jesu" van Gabriel Fauré (*1845—†1924) uit zijn Requiem

## zie ook
- Knapenkoor
- Castraat